# Joaquín Fernández (calciatore 1999)
Joaquín Fernández Pertusso (Rocha, 22 gennaio 1999) è un calciatore uruguaiano, difensore dei Dorados.

## Caratteristiche tecniche
È un difensore centrale.

## Carriera
Cresciuto nel settore giovanile del River Plate (M), ha debuttato in prima squadra il 26 agosto 2018 disputando l'incontro di Primera División Profesional perso 4-3 contro il Rampla Juniors.